# Erdővidék

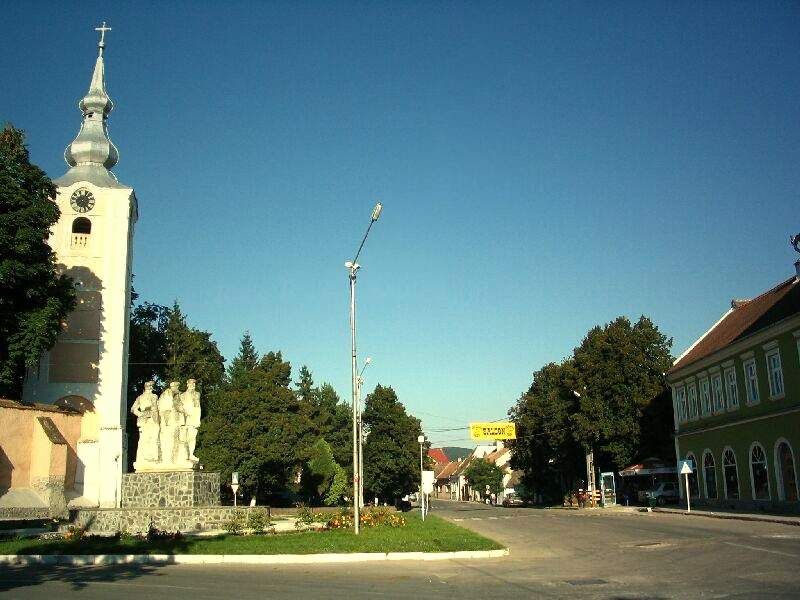
Barót központja a római katolikus templommal

Erdővidék történelmi tájegység Erdély keleti részén, Kovászna megye északnyugati sarkában. Főként a Baróti-medence településeit foglalja magába.

## Népesség, települések
Legnagyobb település Barót 5264 lakossal (hozzácsatolt településekkel 8672).
Települések (vastag betűvel a községközpont, zárójelben a lakosok száma a 2011-es adatok szerint):
- Alsórákos (2856 fő) – Brassó megye
- Apáca (3169 fő) – Brassó megye
- Bardoc (864 fő), Erdőfüle (1142 fő), Olasztelek (721 fő), Székelyszáldobos (2001 fő)
- Barót (5264 fő), Felsőrákos (878 fő), Köpec (1000 fő), Miklósvár (442 fő), Bibarcfalva (672 fő), Bodos (416 fő)
- Bölön (1370 fő), Bölönpatak (1489 fő)
- Nagyajta (940 fő), Középajta (775 fő)
- Nagybacon (1920 fő), Kisbacon (499 fő), Magyarhermány (1229 fő), Szárazajta (697 fő), Uzonkafürdő (58 fő)
- Ürmös (1976 fő) – Brassó megye
- Vargyas (1647 fő)

## Domborzat
Erdővidék területe a Brassó megyébe átnyúló résszel együtt kb. 600 km². Domborzatát a tektonikus eredetű Baróti-medence (468–500 m tszf.), a Baróti-hegység északi része és az Olt völgye uralja. Nyugaton a Persányi-hegység és a Rika-hegység, északkeleten a Déli-Hargita található még. Ez utóbbi hordozza Erdővidék legmagasabb pontját, az 1558 méteres Kakukk-hegyet. A Fekete-hegy (826 m) lábánál, az Olt-szorosban található Kovászna megye legalacsonyabb pontja (468 m). Erdővidék legnagyobb folyóvizei az Olt, a Kormos-patak, a Barót-patak és a Vargyas-patak. Egész Erdővidék az Olt vízgyűjtő területéhez tartozik.
Vargyastól 10 km-re északra, az Alsó-Mál (935 m) tövében található a Vargyas-szoros, a Vargyas-patak 3 km hosszú szurdokvölgye hatalmas sziklákkal és barlangokkal (köztük az Orbán Balázs-barlang). Ez a Székelyföld egyik legnagyobb karsztvidéke.
A Baróti-hegység és a Déli-Hargita találkozásánál helyezkedik el a Nagy-Murgó (1016 m), amely a Keleti-Kárpátok vulkáni vonulatának a legdélibb hegycsúcsa. A Nagy-Murgó északi oldalában van a borvízforrásairól ismert üdülőtelep, Uzonkafürdő.
Erdővidék földjén minden földtörténeti korszak képződményeit megtaláljuk. Változatos forma- és színgazdagság jellemzi a vulkanikus, üledékes és átalakult eredetű kőzetek és ásványok világát. Ezzel a sokrétű és bonyolult földtani felépítéssel kapcsolatosak a vidék, értékesíthető ásványi kincsei is, mint a szén, vasérc, kovaföld (diatomit), mészkő, a különböző fajtájú épületkövek, a betonit, opál, szerpentin és az azbeszt.
Az utóvulkáni működéseknek köszönhető a vidék közel másfélszáz ásványvízforrása. A források vegyi összetétele nagyon változatos, gyógyhatásuk pedig különbözik.

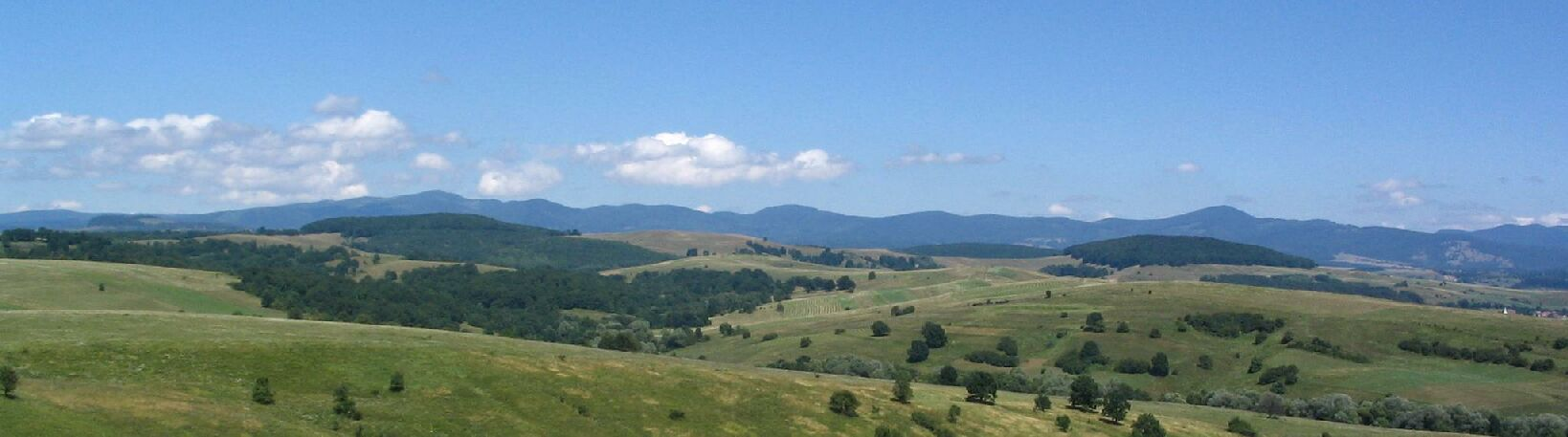
A Déli-Hargita vonulata, legmagasabb pontja a Kakukk-hegy (1558 m). Előtérben: balra a Tortoma (701 m), jobbra a Tirkó (655 m)

A medencét körülvevő hegykeret magassága 600 és 1550 m között váltakozik. A nyugati irányból érkező utas először az északkeleti látóhatáron kéklő Dél-Hargita vonulatát pillantja meg. Ennek Nyugati pereme Erdővidék szerves részét alkotja. Ez a hegyvonulat Uzonkafürdőnél kezdődik. Tömegét a harmadkorvégi és negyedkoreleji vulkanizmus termékei, andezitféleségek képezik. A Bacon és Súgó patak forrásvidékei felett emelkednek a Nagy-Murgó (1016 m), Kis- és Nagy-Piliske (1178 és 1374 m) és Mitács (1280 m) csúcsai.
A Nagy-Piliske tetejéről látszik a vidék két hegyi átjárója: északon a Mitácsi- (1210 m) és délen a Hatodi-hágók (710 m).
A Mitács körzetének nevezetesebb masszívuma a Fenyős-hegy (1317 m) és a Feketehegy (1368 m). Északi folytatásukban következik a Kakukkhegy (1558 m) bükkösökkel és a magasabb övezetekben lucosokkal borított hegytömege. Kiterjedt magashegyi legelőkkel borított és fenyvesekkel szegélyezett hegyhátak kötik össze ezt az övezetet a Kormos forrásvidékénél fekvő másik nagy vulkáni kráter-maradvánnyal, az 1079 m magasságban fekvő Luccsal.
A Kormos és Vargyas vízfolyásai között dél felé húzódó hegynyelvekké szabdalt erdős vidék sem fogad kevesebb látnivalóval. Kormos köve (1167 m), Suvadás teteje (957 m), Borzaskút-tető (986 m) és a Lestető (988 m) kellemes kirándulóhelyek, főleg ősszel, lombhullás idején. Erről a vidékről gyűjti vizeit a Kormosba ömlő Halaság pataka, a Muhar-, Fenyős- és Kuvaszó patakok. Ahol a Dél-Hargita déli nyúlványai hegylábi dombokká alacsonyodnak és ahol a Volál patakot felvevő Kormos az erdővidéki lapályra lép, ott sorakoznak Erdővidék északi települései: Erdőfüle, Bardoc, Száldobos és Olasztelek.
A Baróti medence keleti peremén, az uzonkai völgytől keleti irányba húzódó szelíd hajlású hegyhátak sorozatából áll – a Barcaság lapályáról északnak tartó Olt jobb partját követő Baróti-hegység. Erdővidéken két vonulatra szakad és közrezárja a Szárazajtai és Bodosi medencéket, amelyekben a hasonnevű települések helyezkednek el.
Az ezer métert megközelítő Bükkfej (821 m), Harcsa (805 m), Kopasztető (891 m), Teksefej (935 m), Vadastető (971 m) és Nagy-Kénos (1014 m) tömegei alkotják ezt a hegyláncot. Völgyeikben folynak észak felé Setét-, és Besenyő patakok, valamint délebbre a Köpec, Ajta és Bölön pataka. Ennek a hegyszakasznak is két jelentősebb hegyi átjárója van: északon a Zalánpatak és Málnásfürdő közötti, valamint délen a Vadasi-hágó (949 m).
Erdővidék nyugati irányában a Persányi-hegység vonulata választja el az Erdélyi Medencétől. Ennek az Olt alsórákosi szorosa és a Hagymástető közötti szakaszát népiesen Rika-hegységnek vagy Rikának nevezik. Az átlagosan 1000 m alatt maradó hegycsúcsok – különösen a déli szakaszon – összefüggő erdőtakaróval fedettek. Az északi részen mészkőszirtek és sziklafalak teszik változatossá a hegyvonulatot. Apáca, Ürmös és Ágastonfalva felett, a Feketehegy (966 m) és a Jáhoros (808 m) csúcsok vonulata által húzott gerinc alkotja a látóhatárt.
A Köveshegy nyugati oldalában van a környékbeliek által régóta ismert, de a tudomány számára majdnem ismeretlen barlang, a Tolvajos cseppkő-barlang. A barlang vidékétől északabbra fekvő Jáhoros masszívuma meredek mészkősziklák formájában ereszkedik alá a keskeny szorosban kanyargó Oltra. Ez az Olt Alsórákosi szorosa.
Ágostonfalvánál a Barca síkjáról észak felé tartó Olt hirtelen nyugati irányba fordul és a festői alsórákosi völgyszoroson át, az Erdélyi Medence felé tart. Ez a völgyszoros – a Baróti medence nyugati kijárata – a Kárpát-kanyar földtanilag legváltozatosabb területe. Természetföldrajzi érdekességei, különleges növényvilága, legendás várromokkal tarkított területe páratlan a maga nemében.
A szorostól északra a legendás Rika terül el. Vonulatát a Felsőrákos feletti Feketehegy (823 m), a Somos tető (723 m), a Hegyestető (684 m) és a Lapias gerince alkotja. Masszivumaik között szép völgyekben folynak a Kormos mellékvizei a Rika és a Nádas. Itt halad át és vág neki a Rika “ősrengetegének” a régi idők óta használt Rika út.
A Rika patak völgye feltárta a természetjáró számára a hegység változatos kőzet- és ásványvilágát. Húsvörös jáspis, hófehér alabástrom és dolomit, almazöld dacittufa található. Fennebb a völgyben a Rika-tető (681 m) felé egy sós vizű kút is van. A rikai átjáró a múlt század elején veszítette el jelentőségét, miután 1903-ban megnyitották a vargyasi Hagymás patak völgyén, a Hagymási-hágón (784 m) átvezető új országutat.
A Vargyas patak és a Hagymási hágó közötti mészkőképződményekben és átalakult kőzetekben gazdag hegyszakasz, a Gódra legmagasabb pontja a Dugaszó-tető (1012 m). Ebben az övezetben található megyénk egyetlen karsztos területe, szép dolinákkal. Az itt levő Kecskehim mészkősziklánál, Kajibáskőben és a Merke-tető északi oldalában barlangszerű bemélyedések találhatók. A Hagymást délről határoló hegygerincen, az ún. Lapiason pedig Kustaly vára középkortól omladozó romjait fedi sűrűn nőtt bozót.
A Vargyas patak mentén, amely egyébként a Persány és Dél-Hargita közötti határt alkotja, erdőkitermelő út vezet a homoródalmási cseppkőbarlanghoz, a Vargyas patak völgyének festői mészkőszurdokához.
A Baróti medencét körülvevő hegykoszorút körös-körül egy hegylábi dombsor összefüggő övezete kíséri, amelynek magassága 520 és 600 m között váltakozik. Ez az övezet szerkezeti szempontból a medencekitöltő fiatal üledékek zónájába tartozik. Az erózió által legömbölyített és kultúrnövényekkel borított dombhátak formájában könnyen felismerhető. A tájegység jellegzetes részei a Barót feletti Tőkéstető (576 m), Aratás teteje (580 m) és az Ágostonfalva feletti Deasupra Dosului (620 m).
A hegylábi dombsor és a kimondott síkság közötti határvonalat a dombok 20–30 m magas meredek lejtői képezik. Az erdővidéki sík területek ó- és új-alluviális térszíneinek magassága 460 és 490 m között váltakozik. Az Oltkanyar környékére esik a medence legmélyebb pontja (486 m), amely egyben a vidék vízfolyásainak erózióbázisát is képezi. A Kormos és a Barót, valamint az Olt folyását követő síkságot, a pár méterrel magasabb folyóvízi teraszok uralják.
Az Oltkanyar környékén, fűz és égerbokrok sorai között vezet a Zarándok útja, amelyet már a rómaiak ismertek és használtak. Valószínű, hogy az olthévízi római tábort kötötte össze a baróti Véceren álló őrtoronnyal.

## Éghajlat
A Baróti medence éghajlatát befolyásoló főbb tényezők a zárt medencejelleg és a tengerszint feletti magasság összefüggéseinek eredményei. Erre a területre is érvényesek a kárpátközi medencék területére jellemző mérsékelt klimatikai sajátosságok. A délelőtti órákban, amikor az atmoszféra magasabb rétegei már felmelegedtek, még mindig hideg ködös levegőréteg borítja a medencét (hőmérsékleti inverzió). Így a hirtelen jelentkező szélsőségek miatt, a vidék éghajlati tényezői változó jellegűek. Különösen ősszel a már említett hőmérsékleti inverziók következtében késő délelőttig fehér köd és felhőréteg borítja a medencét. A magasabb hegyek régióiban kitűnőek a látási viszonyok. A déli órákban bomlik meg csak a levegőoszlop egyensúlya a medence felett. Erdővidék éghajlati viszonyait érezhetően befolyásolják az uralkodó szelek. Leggyakoribbak minden évszakban az Erdélyi Medence felől áramló nyugati szelek, még télen is. Csupán a hóviharos hideg télelők alkalmával jelentkeznek a Nemerén, Berecki havasokon és a Dél-Hargita vonulatain átbukó hideg, keleti szelek.

## Élővilág
Erdővidék változatos felszínét kiegészíti, szebbé és élményekben gazdagabbá teszi az élővilág. Ritka fák, maradványnövények és a gazdag állatvilág emelik a táj turisztikai értékét.
A medence alacsonyabb részein tekintélyes területeket foglalnak el a harangvirágos-margarétás rétek. Fűz és éger galériaerdők által kísérve hatalmas meandereket rajzoltak azokra az Olt és a Kormos.
A települések feletti hegylábi zóna mezőgazdasági kultúrnövényekkel és gyümölcsösökkel borított dombjaira helyenként mélyen benyúlnak a lomblevelű erdők. Az erdőszéli övezetet, a meredek patakmedrek oldalait különböző cserjék, így galagonya, kökény és mogyoróbokrok gazdag vegetációja borítja. Ezek mellett szillevelű bajnóca, som, fagyal és kutyabenge virít. De nem ritka az ostorménfa (Viburnum lantana) és a kutyabangita sem. Rendhagyó módon ebben az övezetben a települések felett ültetett fenyőerdők foltjait látjuk.
Az egykor összefüggő övezetet alkotó tölgyerdőknek ma már csak foltjaik maradtak meg. A medence mélyebben fekvő dombjairól kivágták azokat, emlékeiket csak a Tökés, Cserető, Csutakos elnevezések őrzik.
Lassan, néha észrevétlenül adja át helyét ez az övezet a hatalmas kiterjedésű bükkösök birodalmának. A bükk a lomblevelű erdők uralkodó faja a Persányi-hegységben is, ahol különösen az Olt völgyszorosának két oldalán és a Nádas patak forrásvidékén (Feketetó) egységes állományokat képez. Hasonló összefüggő övezeteket alkot a Dél-Hargitában is Gyöngyerdőben, a Feketehegyen és a Kormos völgyében.
A bükk felső határa ezen a vidéken általában 1350 m magasságot ér el. A bükkösökkel nyár, gyertyán, rakottya, juhar, ritkábban szil keveredik. A Nagy-Murgó oldalán találunk nagyobb számban kőrist. A tetszetős külsejű fehér törzsű közönséges nyír erdőgazdálkodási szempontból gyomfának minősül, irtják. Emiatt lassan kiszorul a magasabb hegyi legelőkre. Ligeterdőket alkotnak a Zalánpatak feletti Katrina területén, de jellemző elemei a Hatodi-hágó erdőségeinek is.
Lombos erdőink övezetének elválaszthatatlan tájképi elemei a hatalmas kiterjedésű vágottak, amelyeknek meredek letarolt oldalait vöröses-lilás köntösébe öltözteti a keskenylevelű dercének (méhvirág) – a méhek által igen kedvelt – virágszőnyege. Itt gazdagon osztogatja termését az erdei eper, a málna, ősszel a szeder. Árnyékos-nedves erdőaljak gyakori növénye a fekete- és a vörös áfonya. Erdei tisztások szélén vadalma és vadkörtefák lehulló gyümölcseit előszeretettel keresik fel vaddisznófalkák, barna medvék.
A bükkösök övezete felett napjainkban is egységes állományokat alkotó hatalmas kiterjedésű lucosok terülnek el. Különösen a vidék északi és északkeleti hegykeretének legmagasabb pontjain uralkodó hegyvidéki klíma, kedvezett azok kialakulásának. Igazi sötét hargitai fenyvesekben gyönyörködhetünk a Kakukkhegyen és az Ángyélikában. A nemes vad otthona, a susogó fenyves, felejthetetlen élményt nyújt a turistáknak. Lépten-nyomon a gímszarvas lábnyomaira bukkanunk. A Kakukkhegy oldalának sűrű fenyvesében könnyen röpíthetünk fajdot, császármadarat. Elszórtan kisebb jegenyefenyő erdőket is találunk.
A takarított legelők övezetéből távol szép borókás terül el a Magyarhermány feletti Magas-Les fennsíkján.
Természetvédelmi törvények védik a terület két különleges növényszövetkezetét: a Kormos forrásvidékén elterülő Lúcs-tőzeglápot és az uzonkfürdői lápot. A Lucsmejjék hegyvidéki klímája olyan életfeltételeket teremtett, amelyek lehetővé tették továbbra is a vidék eljegesedés utáni jellegzetes növénytakarójának a fennmaradását. Az erdei fenyőkkel borított vízgazdag tőzeg- és szőrmoha párnák ritka növényeket táplálnak. Ilyen az apró nyír (Betula nana) jégkorszaki maradványnövény, a kereklevelű harmatfű (Drosera rotundifolia), a közönséges tőzegrozmaring (Andromeda polifolia) stb.
Uzonkafürdőn a sűrű égeresekben és gyapjas sással borított dús lápokon ritka növények honosak. Többek között itt él a nagyon ritka keskenylevelű harmatfű (Drosera anglica) és a jogaras kakastaréj (Pedicularis sceptrum-carolinum) stb.
Rendkívül érdekes a vidék északnyugati részén levő mészkőhegyek és a Vargyas patak mészkőszurdokának növényvilága. Ez változatos képet mutat egyes fajok helyenkénti viszonylagos uralkodása miatt. Gyakran tömegesen jelenik meg a szillevelű gyöngyvessző (Spiraea ulmifolia). Ritkasága a vidéknek a Boldogasszony papucsa (Cypripedium calceolus), ez a mészjelző kosborféle, nagy sárga és barna virágaival, melyet az egész ország területén védett növénynek nyilvánítottak. Más mészkedvelő növények a sárgavirágú keltike (Corydalis capinoides), a szárnyaltlevelű görvélyfű (Scrophularia laciniata ssp. lasiocaulis). Itt találjuk meg a halovány vadhagymát (Allium flavescens var, ammophilum) és a sötétibolya színű nőszirmot (Irris hungarica). De a Rika mészkővidékein mindenütt jelen van a parlagi macskatalp (Antennaria dioica Rubra), a sárga len (Linum flavum), az ezüstvirág (Paronychia cephalotes), az árvalányhaj és a bibircses kecskerágó is.
Az észak-persányi Hagymás-tető és az Erdőfüle feletti Kankóskert Erdővidék szép – sajnos pusztulásra ítélt– nárciszmezői. Itt a nárcisz (Narcissus angustifolius) és a európai zergeboglár (Trollius europaeus) tömegesen virágzik május közepén. Erdővidéken sok a más területekről betelepített díszfa és cserje. A régi kastélyok és udvarházak (Vargyas, Olasztelek) kertjei valóságos dendrológiai gyűjtemények voltak, jelenleg kevés található meg ezekből. Ritkaság számban megy a baróti baptista templom udvarán lévő néhány simafenyő (Pinus strobus) példányai is.
A vidék kiterjedt erdőségeiben számos vadállat él. A Dél-Hargita zónájában érzi igazán otthon magát a gímszarvas, hiúz és a fajd. Vadgazdasági szempontból védett állat a nyest. Közismertebbek a farkas, a vaddisznó, a róka, a vadmacska, a barna medve és a nyúl. Védett madarak a fekete gólya (Ciconia nigra) és a nagy fülesbagoly (Bubo bubo). A Lucsban, Bodvajban és a Kakukkhegyen, egyszóval hegyvidékeinken mindenütt ahol nyugalmat és kedvező életfeltételeket talál, jelen van a keresztes vipera.
Gyorsvizű hegyi patakokban sok a pisztráng. A síkvizek közönséges halai a fejes domolykó, márna, paduc és a ponty.

## Erdővidék magyar irodalmi élete
Erdővidék magyar irodalmi élete gazdag művelődéstörténeti hagyományban gyökerezik. Nagyajtán élt a halálát megelőző évtizedekben Cserei Mihály; ugyancsak a 18. századból Benkő József történész és Linné-követő botanikus munkásságára emlékezünk, innen indult pályájára Bölöni Farkas Sándor, s Benedek Elek kisbaconi otthona nemcsak a század eleji székelymentő akció kezdeményezésével s e táj megörökítésével kapcsolódott írásbeliségünk menetébe, hanem a Cimbora-szerkesztő fáradhatatlan irodalomszervezésével s „fiai”-nak ide gyakran megtérő irodalmi turnéival, a romániai magyar irodalmi közélet első népi törekvéseivel is.
A Nagyajtán született Kriza János katonadala ezen a tájon nem nosztalgikus jelkép, hanem maga a valóság: „Erdővidék az én hazám, / Katonának szült az anyám. / Zöld erdő zúgásán, / Vadgalamb szólásán / Nevelt föl jó apám.” A vidék központjában a százéves baróti középiskola hűen őrzi az itt született Baróti Szabó Dávidnak, a „klasszikus triász” költőtagjának emlékét, s idézi a község másik jeles szülöttjét, Gaál Mózes ifjúsági írót.
Barót szellemi örökségéhez tartozik az 1860-ban alakult Erdővidéki Székely Társalgó és Olvasó Egylet s az 1874 óta működő, 1974-ben centenáriumát ünneplő baróti dalárda. A zenekar is közel százéves. Az első nyomdát 1898-ban állították föl, Rozsondai János, Nagy József, majd Égető Árpád nyomdászok igazgatása alatt közel fél századig működött. 1903-tól itt készült az Erdővidék c. hetilap, első szerkesztői: Ferenczy Géza és Hoffmann Géza. A lap többször változtatott címet, utoljára 1940-ben jelent meg Fábián László szerkesztésében mint Erdővidéki Hírlap. Hasábjain megtaláljuk Benedek Elek, Bitay Árpád, Szabó Jenő, Szabolcska Mihály, Szalay Mátyás, Szekula Jenő írók és a jeles bodosi gyümölcstermesztő Budai József írásait.
Az 1924-ben alakult Baróti Casino könyvtára mára 20 000 kötetes városi könyvtár, a régi kultúrház 1958 óta városi Művelődési Ház. Kászoni Gáspár régészeti és céhtörténeti gyűjteménye itt, id. Sütő Bélának s társainak néprajzi gyűjteménye a közeli Vargyason egy tervbe vett Erdővidéki Múzeum törzsanyaga. Az irodalmi ünnepélyek, író-látogatások, színházi rendezvények, kiállítások, bányásznapok, tudományos ülések légköréből indult pályájára Barótról Bede Olga írónő, Kászoni Zoltán halbiológus szakíró és Kisgyörgy Zoltán geológus szakíró, Kovászna megye s főleg a Köpec-baróti Szénmedence kutatója.
Az Erdélyi Kárpát-egyesület 1934-ben Baróton megrendezett tudományos értekezletén Szádeczky-Kardoss Gyula, Bányai János, Balogh Ernő és Török Zoltán geológusok rámutattak már a táj altalajkincseire, az 1872 óta folyó köpeci barnaszénbányászat azonban csak a szocialista iparosítás során érte el mai területi és műszaki fejlettségét. A tájra jellemző bányászvilágot Szemlér Ferenc regénye, A föld alatti erdő (1950) emelte az irodalomba, a gazdasági fejlődés eredményeit mind műszaki, mind üzemtörténeti szempontból Kisgyörgy Zoltán és Vajda Lajos dolgozta fel a helyi szénbányászat centenáriumára kiadott Köpecbánya 1872-1972 c. kötetben (Sepsiszentgyörgy, 1972).

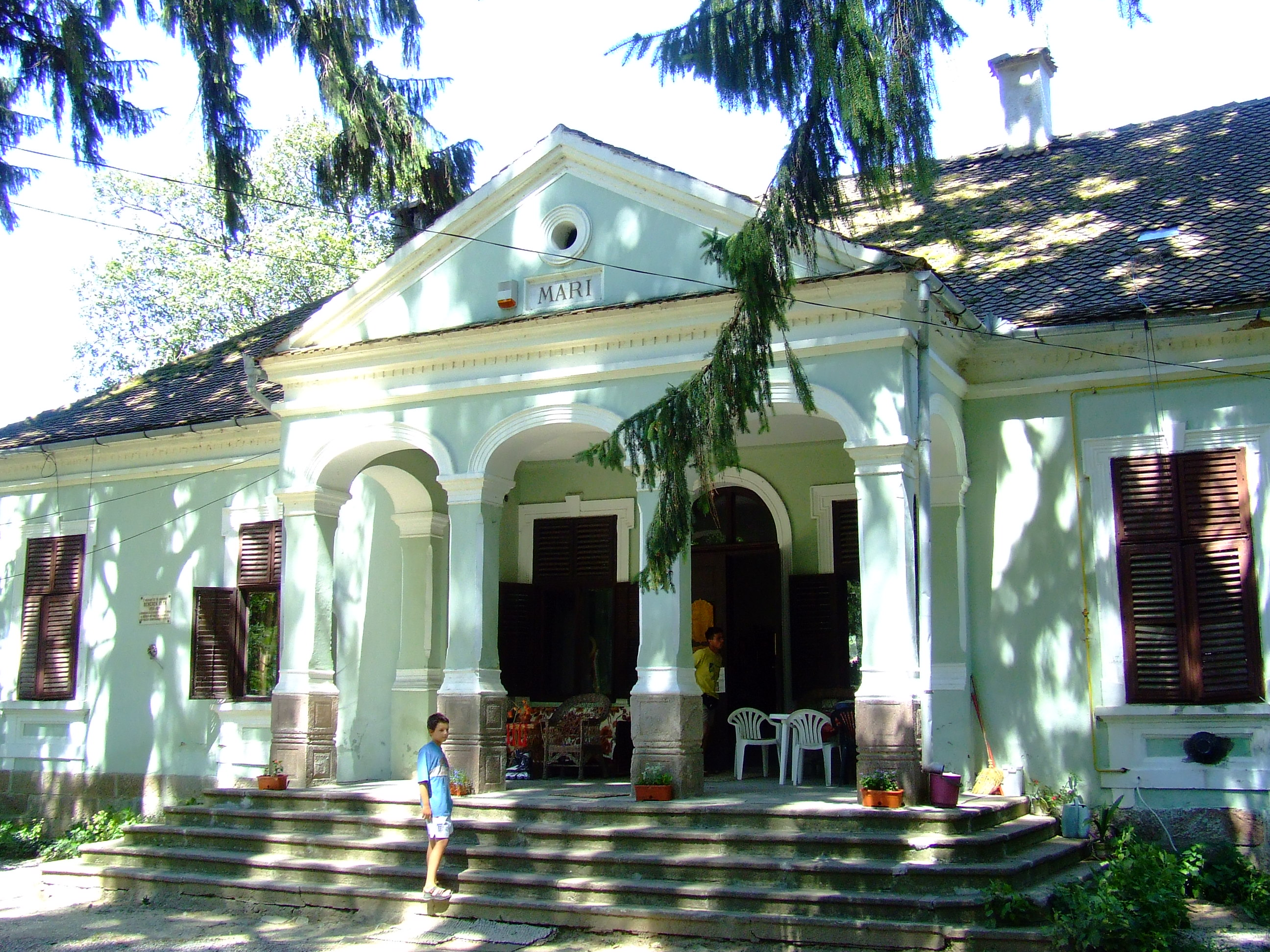
Benedek Elek Emlékház (Kisbacon)

Erdővidék ismétlődő ünnepei a Benedek Elek-évfordulók. A kisbaconi Mária lakban berendezett emlékházhoz s írói emlékeket őrző kertjébe 1959-ben is, 1979-ben is elzarándokolt a vidék népe, s a lezajló ünnepségek írói és tudományos előadói egyre bensőségesebben mutattak rá a nagy mesemondó és harcos irodalompolitikus erkölcsi magatartásának, mondandójának mély helyi gyökereire. A köpeci bányavidék székely lakosságának nagy életforma-fordulójáról Balogh Edgár Vargyasi változások c. krónikája számolt be (Bartha Árpád fotóival, 1979).

## További irodalom
- Kisgyörgy Zoltán: Erdővidék (Sepsiszentgyörgy, 1973)
- Lőrincz Sándor: Erdővidéki portyautak (Erdővidéki lapok)
- Kisgyörgy Zoltán: Kovászna megye (Csíkszereda, 2000)